# Trombină

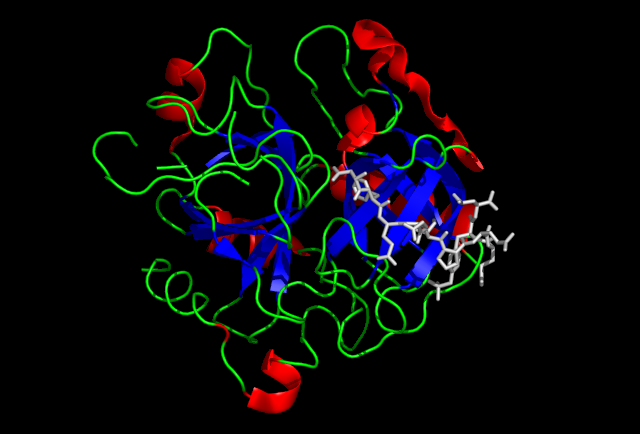
Structura moleculară

Trombina  (EC 3.4.21.5, cu denumirile alternative: fibrinogenază, trombază, trombofort, trombină-C, tropostazină, factorul II al coagulării activat, factorul IIa) este principalul agent de coagulare a sângelui, implicat, de asemenea, în procesul de formare a unor noi vase de sânge. Este o serin protează, o enzimă, și este capabilă să distrugă matricea extracelulară care ține celulele împreună. La om, este codificată de gena F2.